# Марктбрајт
Марктбрајт (њем. Marktbreit) град је у њемачкој савезној држави Баварска. Једно је од 31 општинског средишта округа Кицинген. Према процјени из 2010. у граду је живјело 3.603 становника. Посједује регионалну шифру (AGS) 9675147.

## Географски и демографски подаци
Марктбрајт се налази у савезној држави Баварска у округу Кицинген. Град се налази на надморској висини од 191 метра. Површина општине износи 20,2 km². У самом граду је, према процјени из 2010. године, живјело 3.603 становника. Просјечна густина становништва износи 179 становника/km².

## Међународна сарадња
| Мјесто | Држава    | Врста сарадње | Од    |
| ------ | --------- | ------------- | ----- |
|        | Француска | партнерство   | 1986. |
| Извор  |           |               |       |